# Pochuta
Pochuta, o San Miguel Pochuta, («San Miguel»: en honor a su santo patrono Miguel Arcángel; «Pochuta»: del náhuatl, significa «lugar de ceibas») es un municipio del departamento de Chimaltenango, en la República de Guatemala. Según censo oficial de 2018, tenía una población de 10.764 habitantes.
La localidad obtuvo la categoría de municipalidad en 1921. Las fiestas patronales son celebradas en el mes de septiembre en honor a San Miguel Arcángel.

## Toponimia
Muchos de los topónimos guatemaltecos constan de dos partes: el nombre del santo patrón católico de la localidad y un descripción castellanizada de un vocablo indígena que describe al territorio; generalmente, las descripciones son en náhuatl porque los conquistadores españoles llegaron acompañados de indígenas tlaxcaltecas y cholultecas..  En el caso de San Miguel Pochuta, el topónimo proviene de la San Miguel Arcángel y del vocablo náhuatl «Pochotl» o «Pochotla» (español: «lugar de ceibas»).[cita requerida]

## Geografía física

### Ubicación geográfica
San Miguel Pochuta es uno de los dieciséis municipios que conforman el departamento de Chimaltenango, ubicado en la parte sur del departamento. Su territorio lo constituyen 170 kilómetros cuadrados, que en la parte norte es montañosa, formando un gran cañón por el que desciende el río Nicán (afluente del río Coyolate), uno de los seis que bañan las fértiles tierras, que se hacen más accesibles en las partes media y baja del municipio.
Sus colindancias son: 
- Norte: Patzún
- Sur: Yepocapa y Patulul, municipio del departamento de Suchitepéquez.
- Este: Acatenango
- Oeste: San Lucas Tolimán, municipio del departamento de Sololá[4]

|                          | Norte: Patzún |                  |
| Oeste: San Lucas Tolimán |               | Este: Acatenango |
|                          | Sur: Yepocapa |                  |

## Gobierno municipal
Los municipios se encuentran regulados en diversas leyes de la República, que establecen su forma de organización, lo relativo a la conformación de sus órganos administrativos y los tributos destinados para los mismos.  Aunque se trata de entidades autónomas, se encuentran sujetos a la legislación nacional y las principales leyes que los rigen desde 1985 son:
| N.º | Ley                                                | Descripción |
| --- | -------------------------------------------------- | --- |
| 1   | Constitución Política de la República de Guatemala | Tiene una regulación legal específica para los municipios en los artículos 253 al 262. |
| 2   | Ley Electoral y de Partidos Políticos              | Ley de carácter constitucional aplicable a los municipios en el tema de la conformación de sus autoridades electas. |
| 3   | Código Municipal                                   | Decreto 12-2002 del Congreso de la República de Guatemala. Tiene la categoría de ley ordinaria y contiene preceptos generales aplicables a todos los municipios, e inclusive contiene legislación referente a la creación de los municipios.             |
| 4   | Ley de Servicio Municipal                          | Decreto 1-87 del Congreso de la República de Guatemala. Regula las relaciones entra la municipalidad y los servidores públicos en materia laboral. Tiene su base constitucional en el artículo 262 de la constitución que ordena la emisión de la misma. |
| 5   | Ley General de Descentralización                   | Decreto 14-2002 del Congreso de la República de Guatemala. Regula el deber constitucional del Estado, y por ende del municipio, de promover y aplicar la descentralización y desconcentración económica y administrativa.                                |

El gobierno de los municipios está a cargo de un Concejo Municipal mientras que el código municipal —ley ordinaria que contiene disposiciones que se aplican a todos los municipios— establece que «el concejo municipal es el órgano colegiado superior de deliberación y de decisión de los asuntos municipales […] y tiene su sede en la circunscripción de la cabecera municipal»; el artículo 33 del mencionado código establece que «[le] corresponde con exclusividad al concejo municipal el ejercicio del gobierno del municipio».
El concejo municipal se integra con el alcalde, los síndicos y concejales, electos directamente por sufragio universal y secreto para un período de cuatro años, pudiendo ser reelectos.
Existen también las Alcaldías Auxiliares, los Comités Comunitarios de Desarrollo (COCODE), el Comité Municipal del Desarrollo (COMUDE), las asociaciones culturales y las comisiones de trabajo. Los alcaldes auxiliares son elegidos por las comunidades de acuerdo a sus principios y tradiciones, y se reúnen con el alcalde municipal el primer domingo de cada mes, mientras que los Comités Comunitarios de Desarrollo y el Comité Municipal de Desarrollo organizan y facilitan la participación de las comunidades priorizando necesidades y problemas.

## Historia

### Demarcación política de Guatemala de 1902
En 1902, el gobierno del licenciado Manuel Estrada Cabrera publicó la Demarcación Política de la República, y en ella se describe así a San Miguel Pochuta: «su cabecera es la villa del mismo nombre, a 56 km de Chimaltenango, tiene una extensión de 228 caballerías, y está limitado: al Norte, por el de Patzum; al Sur, por el de Patulul; al Oriente, por el de Acatenango y al Occidente, por el de San Lucas Tolimán. Cabe resaltar que no cuenta con una carretera principal que conecte a la cabecera departamental de Chimaltenango, por la cual para llegar al municipio se tiene que ir a dar la vuelta por la costa sur vía a patulul Suchitepequez  o por el occidente vía a San Lucas Tolimán, Su clima es templado y sano. Produce principalmente café y caña de azúcar, y no tiene ninguna industria de importancia».